# كوشك (أصفهان)
كوشك (بالفارسية: کوشک) هي منطقة سكنية تقع في إيران في البلدة المركزية. يقدر عدد سكانها بـ 11,264 نسمة .